# Hrafnhildur Lúthersdóttir
Hrafnhildur Lúthersdóttir (Reykjavik, 2 de agosto de 1991) es una exnadadora islandesa que era experta en las pruebas de braza.
Es conocida por haber logrado tres medallas en el Campeonato Europeo de Natación de 2016, así como por haber conseguido 25 medallas, 24 de oro y una de plata, en los Juegos de los Pequeños Estados de Europa.
Hrafnhildur participó, además, en los Juegos Olímpicos de Londres 2012 y en los Juegos Olímpicos de Río de Janeiro 2016. En las olimpiadas de 2012 participó en el 4 x 100 femenino, mientras que en las olimpiadas de 2016 participó en los 100 metros braza, en los que finalizó sexta con un tiempo de 1:07.18, y en los 200 metros braza, donde no pudo llegar a la final. Fue la abanderada de Islandia en la ceremonia de clausura de los Juegos Olímpicos de Río de Janeiro 2016.